# 一街河
一街河，位于中华人民共和国云南省西部，是元江上游礼社江段左岸支流，发源于南华县西部五街镇以南的鸡子地，西南流至一街乡大雪地村转西北流，经一街乡治，于南华与祥云县交界处转西南流，至罗武庄乡西北起成为南华与弥渡县界河，向南一直到红土坡镇山尾村西北转东南流，最后于南华红土坡镇西南汇入礼社将。河流全长57.2公里，流域面积1097平方公里，平均比降14.8‰。年均流量2.8亿立方米。河道两岸属于干热河谷地区，森林植被破坏严重，水土流失较严重，易发生泥石流灾害。